# Monte Sellero
Il Monte Sellero è una montagna alta 2733 delle Alpi Orobie Orientali, situato tra le province di Brescia e Sondrio.

## Accessi
Un itinerario di salita è da ponte Frera, Aprica (SO) per 3 ore e 45 (sola andata) e 1200 metri di dislivello positivo.